# Râul Servinoasa
Râul Servinoasa este un curs de apă, afluent al râului Iada.